# 1224 Fantasia
1224 Fantasia (1927 SD) là một tiểu hành tinh vành đai chính được phát hiện ngày 29 tháng 8 năm 1927 bởi Belyavskij, S. và Ivanov, N. ở Simeis.